# 장수중학교
장수중학교(長水中學校)는 대한민국 전북특별자치도 장수군 장수읍 장수리에 있는 공립 중학교이다.

## 학교 연혁
- 1942년 : 유동언 학교설립
- 1949년 10월 10일 : 장수중학교 개교(공립학교 승인)
- 1979년 3월 1일 : 중·고 분리(고교 이전)
- 2003년 5월 12일 : 장수중 6교실 개축(완공 2003.11.02.)
- 2022년 3월 1일 : 혁신더하기학교 지정 운영
- 2023년 1월 5일 : 제72회 89명 졸업 (졸업생 총 10,127명)
- 2024년 3월 1일 : 조영진 교장 부임
- 2024년 3월 4일 : 신입생 76명 입학

## 참고 자료
- 장수중학교 - 한국교육학술정보원 학교알리미